# Delta Motorsport
Delta Motorsport, est une société d'ingénierie britannique qui accompagne ses partenaires dans le développement de véhicules. Sa philosophie est de transférer à d'autres domaines des compétences et des solutions acquises en sport automobile.
Cette structure a été partenaire de l'écurie Alan Docking Racing (en) avec laquelle elle a participé au championnat Superleague Formula et également au Championnat du monde d'endurance FIA en 2012 et 2013. Cette société a également été partenaire de Frédéric Fatien, homme d'affaires et ex-propriétaire de l'écurie émiratie Gulf Racing Middle East, soutenu par le fonds de développement émirati Millennium. Une nouvelle écurie dénommée Millennium Racing devait s'engager en WEC pour la saison 2014, mais les fonds nécessaires n'ayant jamais été débloqués, l'écurie a été dissoute.